# 슈퍼캣 (기업)
슈퍼캣(영어: SUPERCAT)은 대한민국의 모바일 게임 제작 회사다. 바람의나라: 연, 그래니의저택, 돌키우기, 펑크랜드 등의 모바일 게임을 서비스하고 있고, 2020 대한민국 게임대상에서 인기게임상과 스타트업 기업상을 수상했다.
2021년 네이버제트와 합작법인 'ZEP(젭)'을 설립하고 동명의 메타버스 플랫폼을 서비스하고 있고, 2022년에는 모바일 RPG 개발 자회사인 '슈퍼캣 RPG' 설립한 뒤, 넥슨과 '환세취호전 온라인', '프로젝트G'의 퍼블리싱 계약을 체결했다.

## 게임 목록
| 이름              | 제작사 | 배급사 | 출시일     |
| ----------------- | ------ | ------ | ---------- |
| 돌 키우기 온라인  | 슈퍼캣 | 슈퍼캣 | 2017.05.17 |
| 네코랜드          | 슈퍼캣 | 슈퍼캣 | 2018.08.14 |
| 네코랜드 스튜디오 | 슈퍼캣 | 슈퍼캣 | 2020.03.18 |
| 바람의 나라 : 연  | 슈퍼캣 | 넥슨   | 2020.07.15 |

이 외에도 로스트건즈, 포켓마피아, 좀비 스트라이크도 있었으나 모두 서비스 종료하였다.